# Филипов, Филип
Филип Филипов при рождении Филип Кирилов Йорданов (болг.Филип Филипов; 24 июля 1914, Варна, Третье Болгарское царство – 2 августа  1983, София, НРБ) – болгарский театральный режиссёр
, педагог, профессор (1950), общественный деятель. Народный артист Болгарии (1963). Герой социалистического труда Болгарии. Лауреат Димитровской премии.

## Биография
В театральном искусстве с 1934 года, в 1935 году поступил в Театр-студию Бояна Дановского. С 1935 по 1936 год — артист Реалистического театра. В 1942 году был принят в школу Национального театра, учился у  Н. О. Масалитинова. Позже, руководитель Театра-студии «Фронтовак». С 1946 года был стажёром режиссёром в Национальном театре. 6 мая 1947 года состоялась премьера его первого спектакля «Волки и овцы» А. Н. Островского.
С 1948 года преподавал в Высшем институте театрального искусства. Доцент.
В 1957 г. стал директором и художественным руководителем  Национального театра Ивана Вазова. В 1967 году – основатель и первый художественный руководитель драматического театра „Сълза и смях“
Депутат Народного собрания Болгарии 4-х созывов (1962-1966, 1971–1986). Председатель шахматной федерации Болгарии (1964–1966).
Генеральный директор организации „Болгарская кинематография“,  заместитель председателя Комитета по культуре Болгарии  (1967 – 1968). Председатель Болгарского центра Международного театрального института.